# Adolf Nadig
Adolf Nadig, né à Milan en 1910 et mort à Coire en 2003, est un entomologiste amateur suisse spécialiste des orthoptères. Il est le fils d'Adolf Nadig, homme politique et naturaliste suisse né en 1877 et mort en 1960. Membre correspondant du Muséum d'histoire naturelle de Genève à partir de mai 1999, sa collection comptant plus de 100 000 spécimens du Paléarctique occidental y est déposée depuis 2001.

## Taxons décrits
D'après la révision des types effectuée par John Hollier en 2014, Adolf Nadig a décrit les 32 taxons suivants :
- Anonconotus baracunensis Nadig, 1987
- Anonconotus italoaustriacus Nadig, 1987
- Antaxius pedestris apuanus Nadig, 1958
- Chorthippus cialancensis Nadig, 1986
- Chorthippus marocanus Nadig, 1976
- Chorthippus sampeyrensis Nadig, 1986
- Chorthippus vagans africanus Nadig, 1981
- Chrysochraon keisti Nadig, 1989, désormais Podismopsis keisti (Nadig, 1989)
- Ephippiger terrestris caprai Nadig, 1980
- Euchorthippus sardous Nadig & Nadig, 1934
- Eupholidoptera annamariae Nadig, 1985
- Miramella formosanta bessae Nadig, 1989, désormais Nadigella formosanta bessae Nadig, 1989
- Odontopodisma decipiens insubrica Nadig, 1980
- Omocestus harzi Nadig, 1988
- Parapholidoptera antaliae Nadig, 1991
- Pholidoptera littoralis insubrica Nadig, 1961
- Roeseliana azami minor Nadig, 1961
- Stenobothrus stigmaticus ketamensis Nadig, 1979
- Stenobothrus ursulae Nadig, 1986
- Steropleurus bouiblani Nadig, 1995, désormais Uromenus bouiblani (Nadig, 1995)
- Steropleurus moulouyae Nadig, 1995, désormais Uromenus moulouyae moulouyae (Nadig, 1995)
- Steropleurus moulouyae oumerrbiae Nadig, 1995, désormais Uromenus moulouyae oumerrbiae (Nadig, 1995)
- Steropleurus vindti midelti Nadig, 1995, désormais Uromenus vindti midelti (Nadig, 1995)
- Uromenus alhoceimae Nadig, 1994, considéré comme un synonyme de Uromenus pardoi (Morales-Agacino, 1950)
- Uromenus choumarae Nadig, 1976
- Uromenus cockerelli timhaditensis Nadig, 1976
- Uromenus galvagnii Nadig, 1994
- Uromenus gracilis Nadig, 1981
- Uromenus melillae Nadig, 1994
- Uromenus nerii pictus Nadig, 1981, désormais Parasteropleurus nerii pictus (Nadig, 1981)
- Uromenus silviae Nadig, 1979
- Uromenus tobboganensis Nadig, 1994